# 高橋礼
高橋 礼（たかはし れい、1995年11月2日 - ）は、千葉県松戸市出身のプロ野球選手（投手）。右投右打。読売ジャイアンツ所属。

## 経歴

### プロ入り前
母親の影響で小学1年時にソフトボールを始め、その後、松戸中央ボーイズで硬式野球を始める。中学3年時にチームのコーチに勧められ、上手投げから下手投げに転向。
専大松戸高では3年春に県大会準優勝で、関東大会ベスト8。夏は県大会準決勝で木更津総合高に延長13回サヨナラ負け。専修大へ進学、当時身長187cmのアンダースローとして1年時から活躍。2年春には東都大学野球で52季ぶりの優勝に貢献、大学選手権初戦でも救援で5回を投げて勝利投手。2年夏には韓国光州で開催されたユニバーシアードの日本代表に選出された。同大会では金メダル獲得に貢献。だがエースを任されるようになった3年時から、思うような結果を残せずチームも2部降格を経験。
しかしドラフトを前にした4年秋、監督と投手コーチの指導の下でフォーム改造の末、制球が安定し2部リーグながらも5勝を挙げた。
2017年10月26日に行われたドラフト会議で福岡ソフトバンクホークスから2位指名を受け、11月19日に仮契約を結んだ。契約金は7000万円で年俸1200万円（いずれも推定）。背番号は28。

### ソフトバンク時代

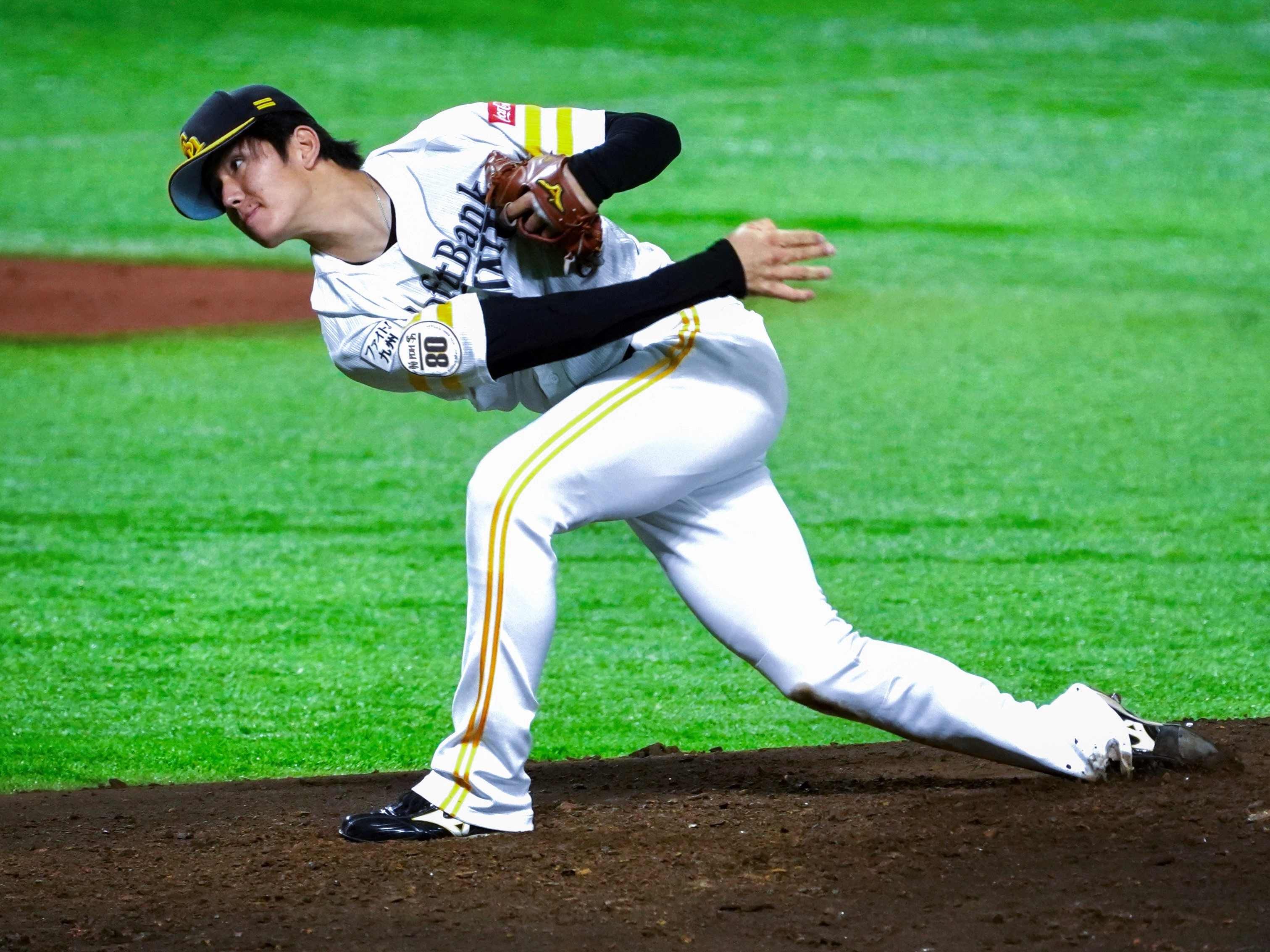
ソフトバンク時代
（2018年10月3日 福岡 ヤフオク!ドーム）

2018年4月10日、中継ぎ要員としてチームの新人選手では最速の一軍昇格。ただ、登板機会は無く先発陣に故障者が相次いだため、同22日の北海道日本ハムファイターズ戦でプロ初登板初先発となった。4回3失点でプロ初黒星を喫し、その後は先発ローテーションが再編されたため中継ぎに戻った。4月25日の埼玉西武ライオンズ戦がプロ初のリリーフ登板となった。5月1日に出場選手登録を抹消されて以降は再登録と抹消を2回繰り返した。9月9日にこの年4度目の一軍昇格を果たすと、シーズン最終盤には先発登板を2試合経験した。レギュラーシーズンでは一軍で12試合（3先発）に登板し、0勝1敗・防御率3.00を記録。ポストシーズンでもメンバー入りし、CSでは西武とのファイナルステージ第2戦でリリーフとして同シリーズ初登板した。また、第5戦では初先発を経験。広島東洋カープとの日本シリーズでもリリーフとして登板し、3試合連続ホールドを記録した（シリーズタイ記録）。オフの11月に開催されたENEOS 侍ジャパンシリーズ2018と2018日米野球では、東克樹が左肘の炎症で辞退したことにより、日本代表に追加招集された。契約更改では200万円増となる推定年俸1400万円でサインした。
2019年の開幕前、3月9・10日に開催されたメキシコとのENEOS侍ジャパンシリーズ2019の日本代表に選出された。シーズンでは開幕ローテーション入りを果たし、開幕3戦目の西武戦で6回4安打1失点と好投し、プロ初勝利を挙げた。右肩周辺などの疲労により、4月22日に出場選手登録を抹消された。その後、5月8日に一軍復帰すると、同16日の西武戦では自己最長の8回を1失点に抑えて開幕5連勝を記録した。6月終了時点で7勝2敗・防御率2.87を記録すると、監督推薦により自身初のオールスターへの出場が決定した。8月13日の東北楽天ゴールデンイーグルス戦では初の2桁勝利を挙げるなど、一軍復帰後はシーズン終了まで先発ローテーションを守り、自身初めて規定投球回に到達。この年は23試合の先発登板で12勝6敗・防御率3.34を記録し、パ・リーグ新人王とスピードアップ賞を受賞。ポストシーズンでは、負ければ敗退となる楽天とのCSファーストステージ第3戦に先発し、6回途中1失点と試合を作ると、読売ジャイアンツとの日本シリーズでは第2戦に先発。7回無失点の好投で同シリーズ初先発初勝利を挙げ、日本シリーズ優秀選手賞を受賞し、日本一に貢献した。オフの11月に開催された第2回プレミア12の日本代表に選出され、世界一に貢献。契約更改では3600万円増となる推定年俸5000万円でサインした。
2020年は春季キャンプ中に左太もも裏を痛めたことで開幕に間に合わない見込みであったが、新型コロナウイルスの影響で開幕延期。開幕前の練習試合では先発としてアピールするも、先発候補が多いチーム事情や故障明けに対する首脳陣の配慮もあり、中継ぎとして6月19日の開幕を迎えた。シーズン初登板となった千葉ロッテマリーンズとの開幕戦でプロ初の救援勝利が記録されると、同27日の西武戦ではプロ初ホールドを挙げた。その後は開幕セットアッパーを務めた岩嵜翔の不調などがあり、勝利の方程式の一角に組み込まれる。この年はシーズンを通して一軍のブルペンを支え、森唯斗と並びチームトップの52試合に登板。4勝2敗23ホールド・防御率2.65という成績を残し、4年連続の日本一と3年ぶりのリーグ優勝に貢献した。オフに1750万円増となる推定年俸6750万円で契約を更改。自主トレでは牧田和久・與座海人と共にサブマリン合宿を行った。
2021年は先発再転向を目指し、自主トレから取り組んでいたカーブを春季キャンプでも徹底的に投げ込んだ。エースの千賀滉大や前年開幕投手の東浜巨が開幕に間に合わないチーム事情もあり、開幕2試合目のロッテ戦で先発を務めたが、7回途中まで投げて自己ワーストの9四死球。続く4月3日の西武戦では6回8四死球と制球難に陥った。カーブの習得により「小手先で操ったせいで体幹が抜けた」と本人は語っており、フォームを崩したことで制球だけでなく、平均球速も130km/h前後まで低下。開幕から5先発で防御率5.19、26イニングで27四死球と乱調が続き、4月27日に出場選手登録を抹消された。二軍では新たな投球フォームに取り組み、7月14日に中継ぎとして一軍へ昇格すると、エキシビションマッチでは4試合の登板で無失点と好投した。しかし、その後のレギュラーシーズンでは9月11日の日本ハム戦で1回1/3を6失点と大きく崩れ、同13日に登録抹消。そのまま二軍でシーズンを終える。この年は最高球速が136km/hにとどまり、11試合（5先発）の登板で1勝1敗・防御率5.82という成績に終わった。オフに1350万円減となる推定年俸5400万円で契約を更改した。
2022年は腰痛で春季キャンプをリハビリ組でスタートするなど出遅れ、開幕を二軍で迎えた。5月24日にリリーフとして出場選手登録されたが、4試合の登板で防御率13.50、3回1/3を投げて与四球4と制球に苦しみ、6月28日に登録抹消。7月26日には新型コロナウイルスに感染し、抹消後の一軍再昇格は果たせずにシーズンを終えた。オフに1100万円減となる推定年俸4300万円で契約を更改した。
2023年、春季キャンプ前に本人は「一軍で、とにかく先発でも中継ぎでもいいので多く投げることから」と話し、春先の実戦では無失点投球を続けた。一時はリリーフ起用も示唆されたが、チーム事情もあって開幕ローテーション争いに加わり、2年ぶりに開幕ローテーション入り。開幕6試合目のオリックス・バファローズ戦でシーズン初登板初先発となったものの、2回1/3を4安打3四球3失点で敗戦投手となり、翌4月7日に出場選手登録を抹消された。5月5日にリリーフとして再登録されたが、2試合連続で失点し、同18日に登録抹消。その後は二軍調整が続くも、7月度のファーム月間MVPを受賞するなど結果を残し、8月12日に出場選手登録され、2度の先発機会を得たが、いずれも結果を残せず、同21日の登録抹消以降の一軍登板は無くシーズンを終えた。斉藤学投手コーチが「ファームで投げているものが出たうえでの結果なら仕方ないと思うけど、それを出せないという課題を克服しないと前に進めない」と指摘したように、二軍では21試合の登板で7勝1敗1セーブ・防御率1.24、79回2/3を投げて与四球14と好成績を残しながらも、一軍では5試合（3先発）の登板で0勝2敗・防御率10.80、11回2/3を投げて与四球6と一軍で実力を発揮できなかった一年であった。10月7日に開催されたファーム日本選手権対巨人戦では、1-1で迎えた4回裏無死から登板し2人を抑えたものの、続く香月一也に四球を与えた後連打で2点を与え、山瀬慎之助に2点本塁打を許し計4失点、続く5回裏は先頭のオコエ瑠偉に死球を与えたものの無失点に抑えたが、2回4失点で降板、チームがその後逆転勝利したため敗戦投手にはならなかった。

### 巨人時代
2023年11月6日、アダム・ウォーカーとの交換トレードで泉圭輔と共に読売ジャイアンツに移籍することが発表された。背番号はソフトバンク時代と同じ28。同球団には、同姓の髙橋優貴が在籍しているため、スコアボード表示名は「高橋礼」となる。11月15日、現状維持となる推定年俸4300万円で契約した。
2024年は開幕ローテーション入りを果たし、3月31日の阪神タイガースとの開幕3戦目（東京ドーム）で6回無失点と好投し、勝ち負けは付かなかったもののチームの開幕からの連続無失点の日本タイ記録に貢献。4月7日の横浜DeNAベイスターズ戦（東京ドーム）では6回を投げ3安打無失点と好投し、2021年4月17日以来3年ぶりとなる勝利投手となった。しかし、5月頃より安定感を欠き始め、5月19日の広島東洋カープ戦（マツダスタジアム）では、初回に3点の援護を受けた直後、末包昇大に3点本塁打を打たれるなど1回4失点を喫して逆転を許し、1回で降板した。初回KOは自己最短であった。監督の阿部慎之助は特に先頭打者への四球に苦言を呈し、翌日、出場選手登録が抹消された。5月30日に再度登録され、古巣・ソフトバンクとのセ・パ交流戦（東京ドーム）での先発登板機会を得たが、打者一巡の猛攻をくらうなど、3回5失点と結果を残せず、翌日に再度抹消された。8月2日、約2か月ぶりに再度登録され、8月7日の広島東洋カープ戦（東京ドーム）に延長12回二死一・二塁のピンチで登板し、堂林翔太をわずか3球でセカンドゴロに打ち取った。8月9日の中日ドラゴンズ戦（バンテリンドーム ナゴヤ）では、先発・又木鉄平が初回に5失点を喫して降板すると、中1日で登板する。しかし、3回4失点と中日打線の勢いを止められず、翌日に再び抹消された。シーズンオフの11月21日に600万円減の推定年俸3700万円で契約更改した。

## 選手としての特徴・人物
| 球種           | 配分 % | 平均球速 km/h |
| -------------- | ------ | ------------- |
| フォーシーム   | 62     | 135.5         |
| チェンジアップ | 18     | 118           |
| スライダー     | 14     | 119           |
| カーブ         | 5      | 99            |

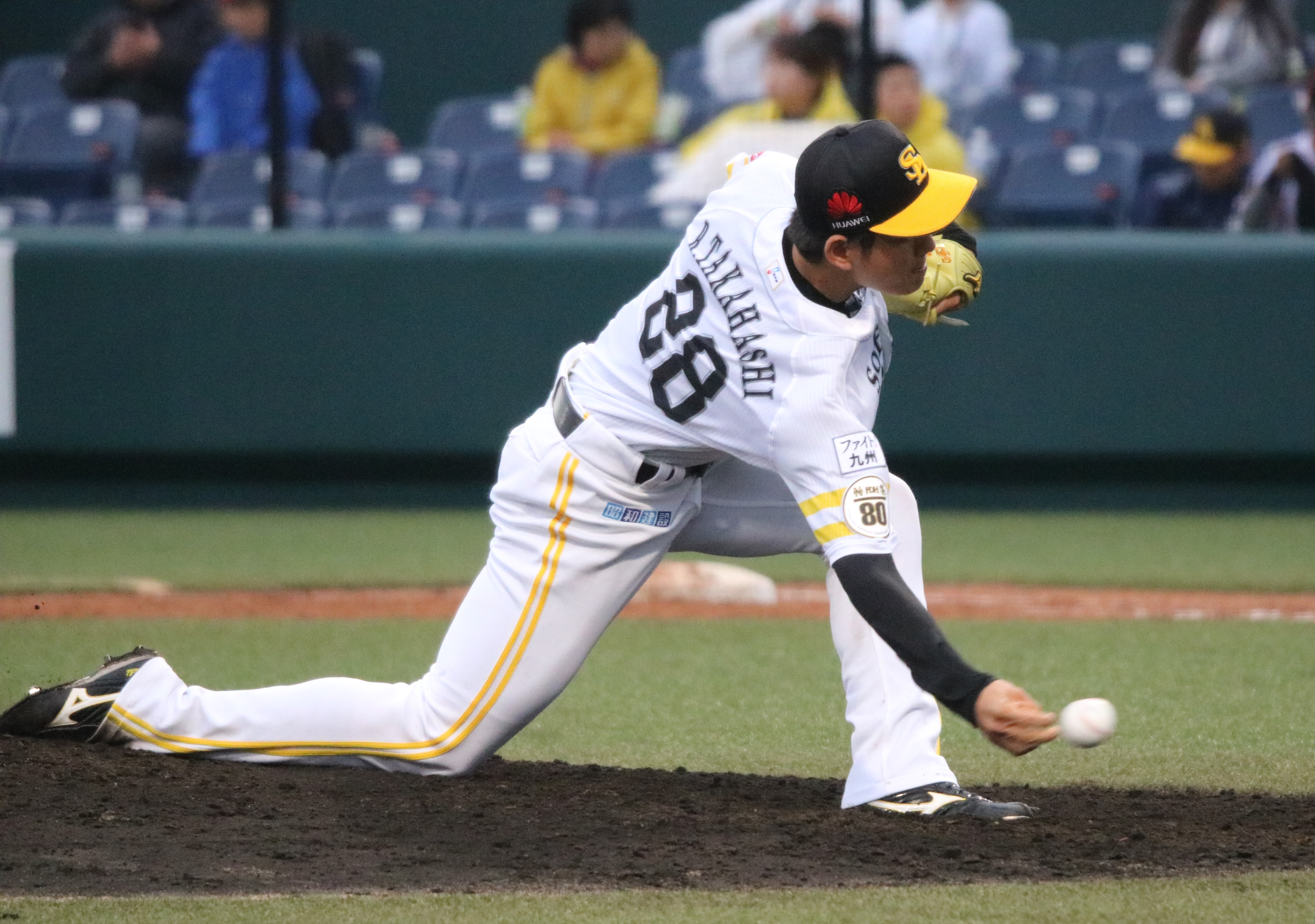
2018年4月6日 タマホームスタジアム筑後

長身アンダースローで、最速は2018年の日本シリーズ第1戦（MAZDA Zoom-Zoom スタジアム広島）で計測した146km/h。直球のほか、スライダー、カーブ、シンカーを操る。
手本にしている選手は同じく右投げアンダースローの牧田和久。対戦したい選手には茂木栄五郎。茂木とは大学2年時のユニバーシアード日本代表で同僚となった当時から大学No.1の打者と感じており、「得意の真っ直ぐで勝負したいですね」と語っている。
年末の契約更改後の記者会見でメディアから年俸の増減を質問されると正確な金額を公表している。本人いわく「僕は10万円単位まで本当の数字を言うようにしています。プロ野球の世界は夢がある。同時に、厳しい世界でもある。それを知ってほしいという思いがあるんです。給料が下がった時には、自分への戒めにできる。」と述べている。
姓について、専修大学時代は異体字を使った「髙橋」表記が使われることもあったが、プロ入り後は一貫して常用漢字体の「高橋」表記としている。

## 詳細情報

### 年度別投手成績
| 年 度     | 球 団        | 登 板 | 先 発 | 完 投 | 完 封 | 無 四 球 | 勝 利 | 敗 戦 | セ 丨 ブ | ホ 丨 ル ド | 勝 率 | 打 者 | 投 球 回 | 被 安 打 | 被 本 塁 打 | 与 四 球 | 敬 遠 | 与 死 球 | 奪 三 振 | 暴 投 | ボ 丨 ク | 失 点 | 自 責 点 | 防 御 率 | W H I P |
| --------- | ------------ | ----- | ----- | ----- | ----- | -------- | ----- | ----- | -------- | ----------- | ----- | ----- | -------- | -------- | ----------- | -------- | ----- | -------- | -------- | ----- | -------- | ----- | -------- | -------- | ------- |
| 2018      | ソフトバンク | 12    | 3     | 0     | 0     | 0        | 0     | 1     | 0        | 0           | .000  | 123   | 30.0     | 23       | 2           | 13       | 0     | 4        | 15       | 0     | 0        | 10    | 10       | 3.00     | 1.20    |
| 2019      | ソフトバンク | 23    | 23    | 0     | 0     | 0        | 12    | 6     | 0        | 0           | .667  | 584   | 143.0    | 114      | 10          | 49       | 0     | 11       | 73       | 3     | 1        | 56    | 53       | 3.34     | 1.14    |
| 2020      | ソフトバンク | 52    | 0     | 0     | 0     | 0        | 4     | 2     | 0        | 23          | .667  | 220   | 51.0     | 42       | 2           | 24       | 0     | 9        | 29       | 1     | 0        | 17    | 15       | 2.65     | 1.29    |
| 2021      | ソフトバンク | 11    | 5     | 0     | 0     | 0        | 1     | 1     | 0        | 0           | .500  | 168   | 34.0     | 31       | 3           | 32       | 0     | 6        | 14       | 0     | 0        | 25    | 22       | 5.82     | 1.85    |
| 2022      | ソフトバンク | 4     | 0     | 0     | 0     | 0        | 0     | 0     | 0        | 0           | ----  | 19    | 3.1      | 5        | 0           | 4        | 0     | 0        | 2        | 0     | 0        | 5     | 5        | 13.50    | 2.70    |
| 2023      | ソフトバンク | 5     | 3     | 0     | 0     | 0        | 0     | 2     | 0        | 0           | ----  | 63    | 11.2     | 23       | 3           | 6        | 0     | 1        | 2        | 0     | 0        | 14    | 14       | 10.80    | 2.49    |
| 2024      | 巨人         | 11    | 9     | 1     | 0     | 0        | 2     | 2     | 0        | 0           | .500  | 199   | 46.2     | 42       | 3           | 21       | 1     | 1        | 22       | 1     | 0        | 20    | 19       | 3.66     | 1.35    |
| 通算：7年 | 通算：7年    | 118   | 43    | 1     | 0     | 0        | 19    | 14    | 0        | 23          | .576  | 1376  | 319.2    | 280      | 23          | 149      | 1     | 32       | 157      | 5     | 1        | 147   | 138      | 3.89     | 1.34    |

- 2024年度シーズン終了時

### WBSCプレミア12での投手成績
| 年 度 | 代 表 | 登 板 | 先 発 | 勝 利 | 敗 戦 | セ ｜ ブ | 打 者 | 投 球 回 | 被 安 打 | 被 本 塁 打 | 与 四 球 | 敬 遠 | 与 死 球 | 奪 三 振 | 暴 投 | ボ ｜ ク | 失 点 | 自 責 点 | 防 御 率 |
| ----- | ----- | ----- | ----- | ----- | ----- | -------- | ----- | -------- | -------- | ----------- | -------- | ----- | -------- | -------- | ----- | -------- | ----- | -------- | -------- |
| 2019  | 日本  | 3     | 2     | 2     | 0     | 0        | 40    | 12.0     | 6        | 0           | 4        | 0     | 0        | 5        | 0     | 0        | 2     | 2        | 1.50     |

### 年度別守備成績
| 年 度 | 球 団        | 投手  | 投手  | 投手  | 投手  | 投手  | 投手     |
| 年 度 | 球 団        | 試 合 | 刺 殺 | 補 殺 | 失 策 | 併 殺 | 守 備 率 |
| ----- | ------------ | ----- | ----- | ----- | ----- | ----- | -------- |
| 2018  | ソフトバンク | 12    | 6     | 2     | 0     | 0     | 1.000    |
| 2019  | ソフトバンク | 23    | 20    | 33    | 0     | 6     | 1.000    |
| 2020  | ソフトバンク | 52    | 6     | 13    | 0     | 0     | 1.000    |
| 2021  | ソフトバンク | 11    | 2     | 12    | 2     | 1     | .875     |
| 2022  | ソフトバンク | 4     | 0     | 0     | 0     | 0     | ----     |
| 2023  | ソフトバンク | 5     | 0     | 1     | 0     | 0     | ----     |
| 2024  | 巨人         | 11    | 2     | 4     | 0     | 0     | 1.000    |
| 通算  | 通算         | 118   | 36    | 65    | 2     | 7     | .981     |

- 2024年度シーズン終了時
- 各年度の太字はリーグ最高

### 表彰
- 新人王（2019年）
- スピードアップ賞：1回（投手部門：2019年）
- 日本シリーズ優秀選手賞：1回（2019年）

### 記録
初記録
投手記録
- 初登板・初先発：2018年4月22日、対北海道日本ハムファイターズ6回戦（札幌ドーム）、4回5安打3失点で敗戦投手
- 初奪三振：同上、3回裏に杉谷拳士から空振り三振
- 初勝利・初先発勝利：2019年3月31日、対埼玉西武ライオンズ3回戦（福岡 ヤフオク!ドーム）、6回1失点
- 初完投：2024年4月21日、対広島東洋カープ6回戦（MAZDA Zoom-Zoom スタジアム広島）、5回無失点 ※降雨コールド

打撃記録
- 初打席：2019年6月8日、対広島東洋カープ2回戦（MAZDA Zoom-Zoom スタジアム広島）、2回表にクリス・ジョンソンから中飛
- 初安打：2019年6月22日、対読売ジャイアンツ2回戦（東京ドーム）、3回表に山口俊から遊撃内野安打

その他記録
- オールスターゲーム出場：1回（2019年）

### 背番号
- 28（2018年 - ）

### 登場曲
- 「Something Just like This」The Chainsmorkers & Cold play（2018年）
- 「beautiful」Superfly（2019年 - 2020年）
- 「フレーフレーキミ」fumika（2021年 - 2022年）
- 「Charge & GO!」AAA（2021年 -2022年 ）
- 「Viva La Vida」Coldplay（2021年 - ）

### 代表歴
- 2015年夏季ユニバーシアード野球日本代表
- 2019 WBSCプレミア12 日本代表